# Wereldkampioenschappen veldrijden 1985
De wereldkampioenschappen veldrijden 1985 werden gehouden op 16 en 17 februari 1985 in München, Bondsrepubliek Duitsland.

## Uitslagen

### Mannen, elite
| Plaats | Renner              | Land                     | Tijd    |
| ------ | ------------------- | ------------------------ | ------- |
|        | Klaus-Peter Thaler  | Bondsrepubliek Duitsland | 1:12.38 |
| Zilver | Adrie van der Poel  | Nederland                | + 0.02  |
| Brons  | Claudy Michely      | Luxemburg                | + 0.04  |
| 4.     | Rein Groenendaal    | Nederland                | + 0.20  |
| 5.     | Marcel Russenberger | Zwitserland              | + 0.24  |
| 6.     | Henk Baars          | Nederland                | + 1.28  |
| 7.     | Martial Gayant      | Frankrijk                | + 2.06  |
| 8.     | Ottavio Paccagnella | Italië                   | z.t.    |
| 9.     | Bernhard Woodtli    | Zwitserland              | + 2.07  |
| 10.    | Roland Liboton      | België                   | + 2.24  |

### Jongens, junioren
| Plaats | Renner           | Land                     | Tijd   |
| ------ | ---------------- | ------------------------ | ------ |
|        | Beat Wabel       | Zwitserland              | 57.30  |
| Zilver | Jürgen Sprich    | Bondsrepubliek Duitsland | + 0.18 |
| Brons  | Wim de Vos       | Nederland                | + 0.39 |
| 4.     | Zdeněk Douša     | Tsjecho-Slowakije        | + 0.49 |
| 5.     | Robert Bondaryk  | Polen                    | + 0.52 |
| 6.     | Urs Güller       | Zwitserland              | + 1.06 |
| 7.     | Kai-Uwe Richter  | Bondsrepubliek Duitsland | + 1.08 |
| 8.     | Martin Raufer    | Tsjecho-Slowakije        | + 1.25 |
| 9.     | Marcel Gerritsen | Nederland                | + 1.36 |
| 10.    | Chris David      | België                   | + 1.39 |

### Mannen, amateurs
| Plaats | Renner               | Land                           | Tijd    |
| ------ | -------------------- | ------------------------------ | ------- |
|        | Mike Kluge           | Duitse Democratische Republiek | 1:04.25 |
| Zilver | Beat Schumacher      | Zwitserland                    | + 0.26  |
| Brons  | Bruno D'Arsie        | Zwitserland                    | + 0.40  |
| 4.     | Petr Klouček         | Tsjecho-Slowakije              | + 0.44  |
| 5.     | Frank van Bakel      | Nederland                      | + 0.55  |
| 6.     | Peter Hric           | Tsjecho-Slowakije              | + 1.06  |
| 7.     | Sandro Bono          | Italië                         | + 1.08  |
| 8.     | Grzegorz Jaroszewski | Polen                          | + 1.25  |
| 9.     | Henrik Djernis       | Denemarken                     | + 1.39  |
| 10.    | Martin Hendriks      | Nederland                      | + 1.50  |

## Medaillespiegel
| Plaats | Land                           | Goud | Zilver | Brons | Totaal |
| 1      | Zwitserland                    | 1    | 1      | 1     | 3      |
| 2      | Bondsrepubliek Duitsland       | 1    | 1      | 0     | 2      |
| 3      | Duitse Democratische Republiek | 1    | 0      | 0     | 1      |
| 4      | Nederland                      | 0    | 1      | 1     | 2      |
| 5      | Luxemburg                      | 0    | 0      | 1     | 2      |
| Totaal | Totaal                         | 3    | 3      | 3     | 9      |

1950 · 
1951 · 
1952 · 
1953 · 
1954 · 
1955 · 
1956 · 
1957 · 
1958 · 
1959 · 
1960 · 
1961 · 
1962 · 
1963 · 
1964 · 
1965 · 
1966 · 
1967 · 
1968 · 
1969 · 
1970 · 
1971 · 
1972 · 
1973 · 
1974 · 
1975 · 
1976 · 
1977 · 
1978 · 
1979 · 
1980 · 
1981 · 
1982 · 
1983 · 
1984 · 
1985 · 
1986 · 
1987 · 
1988 · 
1989 · 
1990 · 
1991 · 
1992 · 
1993 · 
1994 · 
1995 · 
1996 · 
1997 · 
1998 · 
1999 · 
2000 · 
2001 · 
2002 · 
2003 · 
2004 · 
2005 · 
2006 · 
2007 · 
2008 · 
2009 · 
2010 · 
2011 · 
2012 · 
2013 · 
2014 · 
2015 · 
2016 · 
2017 · 
2018 · 
2019 ·
2020 ·
2021 ·
2022 ·
2023 ·
2024 ·
2025

Categorieën

Mannen elite · 
vrouwen elite · 
mannen beloften · 
vrouwen beloften · 
jongens junioren · 
meisjes junioren · 
gemengde estafette

Voormalig:
mannen amateurs